# 8月20日
8月20日是阳历年的第232天（闰年是233天），离一年的结束还有133天。

## 大事记

### 19世纪以前
- 636年：阿拉伯帝國將領哈立德·本·瓦利德率軍擊敗東羅馬帝國軍隊，取得穆斯林征服首次關鍵勝利。
- 917年：拜占庭—保加利亞戰爭：沙皇西美昂一世領導的保加利亞軍隊在阿克洛奧斯戰役（英语：Battle of Achelous (917)）中取得決勝，並將拜占庭人趕出色雷斯。
- 1140年：《宋史》载，岳飞与金军战于郾城，大破金人1万5千拐子马。
- 1519年：明代军事家王守仁击败朱宸濠，平定宁王之乱。
- 1648年：大孔代親王率領的法軍在朗斯戰役擊敗了西班牙帝國，此為三十年戰爭中的最後一場重大戰役。
- 1741年：丹麦航海家維他斯·白令发现阿拉斯加。

### 19世紀
- 1858年：查尔斯·达尔文与阿尔弗雷德·拉塞尔·华莱士共同发表进化论。
- 1864年：禁門之變：長州藩藩兵進攻京都，在京都御所西側的蛤御門與德川幕府的軍隊戰鬥，以長州藩戰敗告終。
- 1866年：美国总统安德鲁·约翰逊正式宣布南北战争结束。
- 1882年：俄罗斯作曲家彼得·柴可夫斯基的作品《1812序曲》在莫斯科基督救世主主教座堂首演。
- 1892年：蘇格蘭最大的足球場塞爾提克公園球場啟用，也是塞爾提克足球俱樂部的主場。
- 1899年：基督教竹塹新禮拜堂於中巷考棚旁落成（今南門街關帝廟附近）。[1]

### 20世紀
- 1905年：中国同盟会在日本东京成立，孫中山被推举为总理。
- 1909年：冥王星首次在美國威斯康辛州威廉斯灣（英语：Williams Bay, Wisconsin）的耶基斯天文台被拍攝，比克萊德·湯博正式發現它早了21年。
- 1913年：英国冶金学家哈里·布瑞利（英语：Harry Brearley）发明不锈钢。
- 1914年：第一次世界大戰：德國攻佔布魯塞爾。
- 1920年：美國職業美式足球協會成立，為國家美式足球聯盟的前身。
- 1926年：日本日本放送協會正式成立。
- 1940年：蘇聯十月革命領導人托洛斯基於墨西哥遭史達林派人刺殺，翌日逝世。
- 1940年：中國抗日戰爭：中国国民革命军第八路军出动100多个团在华北地区与日军作战，史称百团大战。
- 1944年：维希法国元首菲利普·贝当被纳粹德国逮捕。
- 1949年：匈牙利人民共和国成立。
- 1945年：第二次世界大戰：苏联红军占领沈阳。
- 1955年：蒋介石下令调查孙立人兵变案。
- 1960年：塞内加尔退出马里联邦，成立塞内加尔共和国。
- 1963年：卡波恩宣布塞波加大公国复辟。
- 1967年：香港六七暴動進入土製炸彈浪潮。一對姊弟因為好奇，在街頭接觸到可疑物件後雙雙被炸死。
- 1968年：以苏联为主的华沙公约组织成员国军队入侵捷克斯洛伐克首都布拉格，布拉格之春结束。
- 1973年：文化大革命：中國共產黨第十次全國代表大會通过决议，将林彪和陳伯達等人永远开除出黨。
- 1975年：美国国家航空航天局发射维京1号，目的地火星。
- 1977年：美国国家航空航天局太空探测器航海家2号自佛罗里达州卡纳维拉尔角太空军基地升空。
- 1986年：美國俄克拉荷马州埃德蒙市邮局的邮差谢里尔在邮局枪杀14位同事后自杀（英语：Edmond post office shooting）。
- 1988年：伊拉克和伊朗按照联合国安全理事会598号决议正式实行停火，长达8年的两伊战争结束。
- 1988年：美國黄石国家公园发生大规模火灾，其中最严重的时候在1天内摧毁超过610平方公里的土地。
- 1989年：南澳阿得雷德的O-Bahn公車道最後階段完工，完成了當時世界上最長、最快的有導引公車道，公車以高達每小時100公里的速度行駛12公里。
- 1991年：中國紅十字會代表人員抵達台湾，成為42年來，首批到達台湾的中国大陆公職人員。是次到達台灣的主要是探望在閩獅漁事件中被扣留的中國大陸漁民。
- 1991年：蘇聯解體：爱沙尼亚脱离苏联，宣布恢复独立。
- 1993年：以色列总理伊扎克·拉宾与巴勒斯坦解放组织主席亚西尔·阿拉法特达成和平协议，并签署奥斯陆协议。

### 21世紀
- 2007年：中華航空120號班機由上午從臺灣桃園機場出發前往日本沖繩，降落那霸機場後突然發生起火和爆炸，機上165名乘客包括機組人員全員平安。
- 2008年：西班牙航空5022號班機墜毀於位在馬德里的馬德里－巴拉哈斯機場，造成飛機上154人死亡。
- 2012年：缅甸宣布终止刊物出版前的审查制度。

## 出生
- 1086年：波列斯瓦夫三世，波兰公爵（1138年逝世）
- 1457年：朝鲜成宗，朝鲜王朝第9代君主（1495年逝世）
- 1653年：亨利·埃弗里，英國海盜（卒年不詳）
- 1745年：法蘭西斯·亞斯理，美國宗教人物（1816年逝世）
- 1778年：贝尔纳多·奥希金斯，智利民族獨立運動領袖（1842年逝世）
- 1779年：永斯·贝采利乌斯，瑞典化學家，現代化學命名體系建立者（1848年逝世）
- 1820年：古斯塔夫·勒·格雷，法國攝影師（1884年逝世）
- 1833年：本杰明·哈里森，美國政治人物，第23任美國總統（1901年逝世）
- 1844年：陸奧宗光，日本外交家（1897年逝世）
- 1850年：威廉·莫格福德·哈姆勒特，澳洲化學家（1931年逝世）
- 1860年：雷蒙·普恩加萊，法國政治家，曾任法國總理、外交部長、總統（1934年逝世）
- 1868年：埃伦·罗斯福，美國網球運動員、美國總統富蘭克林·D·羅斯福的堂姐（1954年逝世）
- 1884年：魯道夫·布爾特曼，德國神學家（1976年逝世）
- 1886年：保羅·田立克，美國新教、新正統、存在主義神學家（1965年逝世）
- 1890年：霍华德·菲利普·洛夫克拉夫特，美國恐怖科幻與奇幻小說作家，史蒂芬·金推崇其為「20世紀最偉大的古典恐怖故事作家」（1937年逝世）
- 1891年：金栗四三，日本男子田徑運動員（1983年逝世）
- 1894年：吳宓，中國文学家（1978年逝世）
- 1901年：萨尔瓦托雷·夸西莫多，義大利詩人、翻譯家，1959年諾貝爾文學獎得主（1968年逝世）
- 1903年：張靈甫，中華民國軍人（1947年逝世）
- 1910年：埃羅·沙里宁，芬蘭裔美國建築師、設計師，華盛頓杜勒斯國際機場為其名作之一（1961年逝世）
- 1911年：黃萬里，中國水利工程专家（2001年逝世）
- 1913年：羅杰·斯佩里，美國神經生理學家，1981年諾貝爾生理學或醫學獎得主（1994年逝世）
- 1916年：吳成家，台灣日治、戰後時期作曲家（1981年逝世）
- 1917年：高登，英國特許會計師、企業家（2007年逝世）
- 1923年：湯姆·麥克·阿波斯托，美國解析數論學家（2016年逝世）
- 1928年：黃信介，臺灣政治人物，民主進步黨創始人之一（1999年逝世）
- 1928年：阿德里亞諾·加西亞，義大利裔美國數學家
- 1933年：多伊尔·布朗森，美國職業撲克玩家（2023年逝世）
- 1935年：榮·保羅，美國醫師、政治人物，曾任德克薩斯州聯邦眾議員
- 1936年：白川英樹，日本化學家，2000年諾貝爾化學獎得主
- 1937年：安德烈·康查洛夫斯基，俄羅斯電影導演、編劇、製片人
- 1939年：费尔南多·波因，菲律賓男演員，曾參選2004年菲律賓總統選舉（2004年逝世）
- 1941年：斯洛博丹·米洛舍維奇，南斯拉夫總統，聯合國戰犯（2006年逝世）
- 1941年：黃主文，台灣政治人物
- 1942年：艾萨克·海耶斯，美國作曲家、音樂家、歌手、演員、《南方公園》角色大廚配音（2008年逝世）
- 1942年：艾莉森·迪斯·福格斯，美國歷史學家、人權運動者（2009年逝世）
- 1943年：西爾維斯特·麥考伊，蘇格蘭喜劇演員、街頭藝術家
- 1944年：拉吉夫·甘地，印度政治人物，前任印度總理（1991年逝世）
- 1946年：宗毓华，美國新聞記者，第一位擔任美國主流電視網晚間新聞主播的亞裔美國人
- 1946年：納拉亞納·穆爾蒂，印度企業家、億萬富豪
- 1948年：罗伯特·普兰特，英國搖滾歌手、音乐創作人，前齊柏林飛船主唱
- 1951年：穆罕默德·穆尔西，埃及工程師、政治家，第5任埃及总统（2019年逝世）
- 1953年：鳳飛飛，台灣歌手（2012年逝世）
- 1955年：陳美齡，香港旅日歌手、演員、作家，日本聯合國國際兒童緊急基金協會大使
- 1955年：陳乙東，香港政治人物
- 1957年：西蒙·唐纳森，英国数学家
- 1958年：瓊·愛倫，美國女演員
- 1961年：格雷格·伊根，澳大利亞科幻小說作家、業餘數學家
- 1963年：林慧萍，台灣女歌手
- 1963年：卓惠珠，台灣輕度自閉症特教講師
- 1965年：金成陽三郎，日本漫畫原作者
- 1966年：劉纯燕，中國央視少兒節目主持人
- 1966年：恩里科·莱塔，意大利总理
- 1968年：白岩松，中國記者、主持人
- 1968年：白鳥由里，日本女性聲優
- 1969年：李維菁，台灣作家、藝術評論家（2018年逝世）
- 1969年：張協進，台灣棒球選手
- 1970年：約翰·卡馬克，美國程序員、企業家
- 1971年：關繼威，越南裔美國男演員
- 1973年：小馬，台灣藝人，前偶像團體咻比嘟嘩成員
- 1973年：陶德·希爾頓，美國職業棒球大聯盟球員
- 1974年：陳波，中國退役足球運動員
- 1974年：艾美·亞當斯，美國女演員
- 1974年：米夏·柯林斯，美國男演員、製片人
- 1977年：羨宜芳，華裔法國女子乒乓球運動員
- 1979年：諸葛紫岐，香港女性模特兒
- 1979年：河東勳，韓國藝人
- 1979年：傑米·卡倫，英國歌手
- 1980年：鄭智，中國足球運動員
- 1981年：班·巴恩斯，英國男演員
- 1982年：乔舒亞·肯尼迪，澳洲足球運動員
- 1982年：米哈因·洛佩斯，古巴男子摔跤運動員
- 1983年：陳西貝，中國歌手、演員
- 1983年：林士程，臺灣男性配音員
- 1983年：尤里·日爾科夫，俄羅斯足球運動員
- 1983年：安德魯·加菲爾德，英國演員
- 1984年：楊晨熙，台灣女藝人
- 1984年：劉健，中國足球運動員
- 1984年：森山未來，日本演員
- 1985年：羅錦龍，台灣棒球選手
- 1985年：鄭濤，中國足球運動員
- 1985年：庄司宇芽香，日本女性聲優
- 1985年：艾華路·尼格度，西班牙足球員
- 1986年：勝地涼，日本演員
- 1987年：落合福嗣，日本男性聲優
- 1988年：鍵本輝，日本男子偶像團體Lead成員
- 1988年：杰里德·贝勒斯，美國職業籃球運動員
- 1989年：顧超，中國足球運動員
- 1989年：孫平海，中國足球運動員
- 1989年：賈德·川普，英國職業司諾克選手
- 1990年：邱士縉，香港男藝人
- 1990年：石毛翔彌，日本男性聲優
- 1990年：森崎溫，緬甸裔日本男歌手、演員
- 1990年：拉诺米·克罗莫维焦约，荷兰女子游泳運動員
- 1992年：黛咪·洛瓦特，美國演員、歌手、作詞人
- 1992年：白石麻衣，日本女子偶像團體乃木坂46成員
- 1993年：秋元真夏，日本女子偶像團體乃木坂46成員
- 1994年：李佳恩，韓國女子偶像團體After School成員
- 1997年：周是汝，中國女子偶像團體GNZ48成員、前蜜蜂少女隊成員
- 1998年：爆哥，台灣Twitch直播主、電競選手
- 1999年：李浩瑋，台灣男歌手
- 1999年：隅田知一郎，日本職業棒球運動員
- 2000年：蘇芮琪，中國女藝人
- 2001年：滨田朝光，韓國男子偶像團體TREASURE成員
- 2005年：奧田以呂波，日本女子偶像團體乃木坂46成員
- 2005年：，英格蘭職業足球運動員
- 2007年：劉芷君，香港女歌手

## 逝世
- 984年：教宗若望十四世，羅馬主教（生年不詳）
- 994年：藤原道信，日本平安時代公卿、歌人（972年出生）
- 1528年：格奥尔格·冯·弗伦兹贝格，神圣罗马帝国军事家（1473年出生）
- 1572年：米格尔·洛佩斯·德莱加斯皮，西班牙探險家（1502年出生）
- 1595年：豐臣秀次，日本戰國時代大名，豐臣秀吉的外甥（1568年出生）
- 1612年：內藤信成，日本戰國時代至江戶時代前期武將、譜代大名（1545年出生）
- 1672年：约翰·德·维特，荷兰数学家及政治家（1625年出生）
- 1823年：教宗庇護七世，羅馬主教（1740年出生）
- 1854年：弗里德里希·谢林，德国哲学家（1775年出生）
- 1854年：不知火諾右衛門，日本江戶時代相撲力士，第8代橫綱（1801年出生）
- 1864年：來島又兵衛，日本江戶時代長州藩的武士，禁門之變中戰敗後自殺（1817年出生）
- 1864年：久坂玄瑞，日本江戶時代長州藩的武士，禁門之變中戰敗後自殺（1840年出生）
- 1904年：勒內·瓦爾德克-盧梭，法國政治家（1846年出生）
- 1914年：庇護十世，羅馬主教（1835年出生）
- 1915年：保罗·埃尔利希，德国细菌学家及免疫学家（1854年出生）
- 1925年：廖仲恺，中國國民黨左派首领（1877年出生）
- 1928年：大越大藏，日本電氣工程師（1873年出生）
- 1931年：威廉·莫格福德·哈姆勒特，澳大利亞化學家（1850年出生）
- 1945年：本繁，日本關東軍總司令（1876年出生）
- 1961年：珀西·布里奇曼，美國物理學家（1882年出生）
- 1968年：乔治·伽莫夫，美籍俄裔天文学家及物理学家（1904年出生）
- 1972年：胡安·曼努埃爾·加爾維斯，宏都拉斯政治人物、律師，第23任宏都拉斯總統（1887年出生）
- 1985年：唐纳德·赫布，加拿大心理學家（1904年出生）
- 1988年：拉扎勒斯·薩利，第三任帛琉總統（1936年出生）
- 1997年：諾里斯·布拉德伯里，美國物理學家（1909年出生）
- 2001年：，英國天體物理學家（1915年出生）
- 2005年：蔣徐乃錦，蔣經國長子蔣孝文之妻，革命先烈徐錫麟之孫女（1938年出生）
- 2006年：喬·羅森塔爾，第二次世界大戰的著名攝影師，1945年普立茲獎得主（1911年出生）
- 2008年：趙耀東，中華民國第十五任經濟部長，中國鋼鐵股份有限公司創辦人之一（1916年出生）
- 2008年：華國鋒，中國共產黨和中華人民共和國前領導人（1921年出生）
- 2012年：潘麗莉，台灣民謠歌手（1950年出生）
- 2012年：山本美香，日本戰地記者（1967年出生）
- 2013年：丁天缺，中国画家，中国介绍毕加索第一人（1916年出生）
- 2014年：B·K·S·艾扬格，印度瑜珈大師（1918年出生）
- 2017年：傑利·路易斯，美國喜劇演員[2]（1926年出生）
- 2022年：達莉婭·杜金娜，俄羅斯歐亞主義政治活動家、右翼政治學家、記者（1992年出生）
- 2024年：拉托米爾·特夫爾迪奇，克羅埃西亞男子籃球運動員（1943年出生）
- 2024年：田中敦子，日本女性聲優（1962年出生）
- 2024年：拉里·德哈達，菲律賓外交官、律師（1971年出生）

## 节假日和习俗
- 世界蚊子日
- 匈牙利：宪法节
- 印度：再生能源日
- 塞内加尔：独立日
- 爱沙尼亚：正式獨立日
- 摩洛哥：国王与人民革命日[3]